# Tipula politostriata
Tipula politostriata är en tvåvingeart som beskrevs av Alexander 1931. Tipula politostriata ingår i släktet Tipula och familjen storharkrankar. Inga underarter finns listade i Catalogue of Life.